# Peter Ascanius
Peder Ascanius fue un zoólogo y minerólogo noruego (Aure (Noruega), 24 de mayo de 1723-Copenhague, 4 de junio de 1803).
Estudió historia natural en la Universidad de Upsala con Carlos Linneo (1707-1778), y enseñaría zoología y mineralogía en Copenhague de 1759 a 1771. Y dirige las minas de Kongsberg y en otros lugares de Noruega.
Viajará durante los años 1768 a 1770 a lo largo de las costas de Noruega para estudiar la fauna marina; publicando, en cinco volúmenes, sus Icones rerum naturalium con figuras iluminadas de historia natural del norte (Copenhague, 1805).
Jugó un gran rol en la organización de las universidades de su país y sería miembro extranjero de la Royal Society en 1755.
Legó sus inmensas colecciones y su fortuna a la Sociedad Real de Ciencias de Noruega.